# Frambouhans
Frambouhans – miejscowość i gmina we Francji, w regionie Burgundia-Franche-Comté, w departamencie Doubs.
Według danych na rok 1990 gminę zamieszkiwały 553 osoby, a gęstość zaludnienia wynosiła 55 osób/km² (wśród 1786 gmin Franche-Comté Frambouhans plasuje się na 286. miejscu pod względem liczby ludności, natomiast pod względem powierzchni na miejscu 431.).